# Leutstettener
Der Leutstettener (auch Sárvárer Pferd) ist eine heute eher seltene Pferderasse (ca. 20 Exemplare), die bis 2006 insbesondere im Gestüt Leutstetten in Bayern gezüchtet wurde. Mittlerweile liegt die Zucht in den Händen weniger privater Züchter.
Vom Typ her ist das Leutstettener Pferd ein edles Halbblut.
Hintergrundinformationen zur Pferdebewertung und -zucht finden sich unter: Exterieur, Interieur und Pferdezucht.

## Exterieur
Im Allgemeinen ist der Leutstettener ein edles Halbblut mittlerer Größe, das sehr vom Englischen Vollblut geprägt ist.
Der markante, trockene Kopf weist lebhafte Augen sowie eine gerade Nasenlinie auf und entspringt einem gut geformten Hals mit leichtem Genick. Durch die schräg gelagerte, lange Schulter und den deutlich markierten Widerrist weist der Sávárer eine gute Sattellage auf. An die kräftige Nierenpartie schließt sich eine muskulöse und gut formierte Kruppe an. Die trockenen Gliedmaßen sind hart und stabil, die Hufe wohlgeformt, gesund und widerstandsfähig.
Es kommen vorwiegend Braune in allen Schattierungen, und Rappen vor, seltener Füchse und Schimmel, weiße Abzeichen sind dabei selten.
Das Stockmaß beträgt ca. 155–165 cm.

## Interieur
Leutstettener eignen sich für alle Sparten der Reiterei und des Fahrens und gelten als sehr robust, hart und ausdauernd.

## Gangarten
Der Leutstettener bewegt sich in Schritt und Trab leichtfüßig und raumgreifend. Er besitzt ein hervorragendes Galoppiervermögen und überdurchschnittliche Springanlagen.

## Zuchtgeschichte
Die Pferde stammen ursprünglich aus dem Gestüt Sárvár in Westungarn. Einst bildeten Nóniusz, Araber und Englische Vollblüter die Zuchtbasis der Sárvárer Pferde. Das Gestüt in Sárvár kam über die Erzherzogin von Modena-Este im Jahre 1875 in wittelsbachischen Besitz. Der Eigentümerwechsel brachte auch Veränderungen für den Zuchtbetrieb mit sich. Fortan finden sich nur noch Englische Vollblüter und ungarische Halbblüter der Rasse Furioso-North Star unter den Deckhengsten der Sárvárer Stutenherde; ab 1900 übten besonders die drei Furioso-North Star Hengste North Star VIII, Furioso XXIII und Gyöngy einen entscheidenden Einfluss auf die Zucht der späteren Jahre aus. Seit dieser Zeit werden Sárvárer Pferde in Ungarn als eine Linie innerhalb der Rasse Furioso-North Star geführt.
Das Gestüt Sárvár ging im Jahr 1875 in den Besitz I. K. H. Marie Therese, geb. Erzherzogin von Österreich-Este über und nach ihrer Vermählung mit dem bayerischen Prinzen Ludwig befinden sich die Sárvárer Pferde in bayerischem Besitz.
Im Frühjahr 1945 – kurz vor Kriegsende – evakuierte S. K. H. Ludwig Prinz von Bayern eine Mutterstutenherde nach Bayern, die auf seinem Anwesen in Leutstetten eine neue Heimat fand. Im Jahre 1980 wurden fünfzig Pferde (Mutterstuten und zwei Hengste) in das Gestüt Pusztaberény bei Balatonfenyves nach Ungarn zurückgeführt. Diese Nachkommen der Sárvárer Pferde – die den ursprünglichen Furioso-Typ verkörperten – sollten die, in die Krise geratene Furioso-Zucht unterstützen. Die Rasse Furioso-North Star scheint sich nach dem Tiefpunkt der 1980er Jahre zu erholen.
Das Leutstettener Pferd ist heute vom Aussterben bedroht und steht auf der Roten Liste der gefährdeten einheimischen Nutztierrassen in Deutschland.

### Bestand
Laut dem Domestic Animal Diversity Information System der Vereinten Nationen beläuft sich die Populationsgröße Stand  2020 auf 17 Zuchtpferde, davon sind sechzehn Exemplare Stuten, und eines ein Hengst.